# Slimane Belabed
Slimane Belabed, né le 12 décembre 1910 à Bedeau et mort le 25 janvier 1999 à Vichy, est un homme politique français.